# Самир Селимински
Самир Селимински е бивш български футболист, треньор.

## Кратка биография
Селимински е роден на 9 май 1969 година в град Исперих.
Започва своята футболна кариера в местната Детско юношеска школа, а по-късно играе за местния аматьорски отбор ФК Хан Аспарух (Исперих). Играл е също за отбора на ФК Левски (Главиница) – гр. Главиница, обл. Силистра.
На 9 септември 2009 година, Самир Селимински е представен като новият треньор на отбора от „Б“ ПФГ – ПФК Академик (София), като в края на сезона отборът достига мач-бараж за влизане в първа дивизия. След победа над „Несебър“, Академик се завръща отново в „А“ ПФГ отново след 28 години.
През сезон 2009/10 е спортен директор на Академик, а треньор е Борис Ангелов. През 2011 г. Селимински води Доростол (Силистра).
През 2014 г. емигрира в САЩ, където е треньор в различни детско-юношески школи.